# Sodnomyn Gombo
Sodnomyn Gombo (mongolisch Содномын Гомбо; * 7. Februar 1946) ist ein ehemaliger mongolischer Boxer.

## Karriere
Sodnomyn Gombo trat bei den Olympischen Sommerspielen 1972 in München und 1976 in Montreal an. Im Halbweltergewichtsturnier 1972 schied er in der 2. Runde gegen den Jugoslawen Zvonko Vujin aus. In Montreal hatte er im Halbweltergewichtsturnier zunächst zwei Freilose, ehe er im Achtelfinale dem Polen Kazimierz Szczerba unterlag. Bei den Asienspielen 1974 in Teheran gewann er Silber.